# Núria Pradas i Andreu
Núria Pradas i Andreu (Barcelona, 1 de setembre de 1954) és una escriptora catalana. Va començar a escriure literatura infantil i juvenil de ficció i, posteriorment, ha escrit també narrativa per a adults.

## Biografia
Va passar la infantesa a Barcelona, entre el Poble Nou, on va néixer, i el Poble Sec, on vivien els seus avis. La seva afició a la lectura la portà a estudiar Filologia Catalana. El 1980, es llicencià a la Universitat de Barcelona i aviat comença a treballar dins el món de l'ensenyament, en especial a Sant Feliu de Llobregat, on treballà durant més de 20 anys.
Col·laborà amb la companyia de teatre Enric Borràs i aquesta experiència la va portar a dirigir grups de teatre infantils i juvenils i també a escriure i dirigir les seves pròpies peces teatrals. Actualment, forma part del grup de teatre Ull de Bou de Sant Esteve Sesrovires.
Justament va ser escrivint obres de teatre com es va endinsar en el món de la literatura. Va publicar el seu primer llibre, Sol d'hivern, l'any 1995, iniciant així la seva trajectòria literària en el món de la literatura infantil i juvenil. A partir de 2012 va començar a publicar també per al públic adult, amb Sota el mateix cel, que va guanyar el premi Carlemany, i La noia de la biblioteca, de 2014, a les quals van seguir Somnis a mida (2015) i L'aroma del temps (2017).
Al 2020 guanya el premi Ramon Llull en la 40a edició, amb Tota una vida per recordar, una novel·la inspirada en fets reals, ambientada als Estats Units durant els anys 30 del segle xx i centrada en el món dels dibuixos animats.

## Premis
- Premi Ferran Canyameres 1996, per Parella de Dames[7]
- Premi Carmesina 1998, per La Princesa Pomèlia[8]
- Premi Ciutat d'Olot 2002, per A carn, a carn![9]
- Premi de Reconeixement Cultural del Baix Llobregat Agna Canalies Mestres, 2009[10]
- Premi Carlemany per al foment de la lectura, 2012[11]
- Premi Ramon Llull per Tota una vida per recordar, 2020

## Obres

### Literatura infantil i juvenil
- 1995: Sol d'hivern, Ed. Baula
- 1995: Lior, Ed. Cruïlla[12]
- 1995: L'extraordinària píndola rosa, Ed. Cruïlla
- 1996: La batalla de la sopa, Ed. Baula
- 1996: Un estiu amb l'Anna, Ed. Cruïlla
- 1996: Posa una tieta Adela a la teva vida, Ed. Baula
- 1996: Parella de dames, Ed. Baula
- 1997: Algú ha vist en Puck?, Ed. Cruïlla
- 1998: Simfonia per a un segrest, Ed. Alfaguara
- 1998: La vareta Boja, Ed. Cruïlla
- 1998: La princesa Pomèlia, Ed. del Bullent
- 1998: La tieta Adela del Nil, Ed. Baula
- 1999: Laura, Ed. Cruïlla
- 1999: Els iungs, Ed. La Galera
- 1999: Ai, Antonia o t'has ficat?, Ed. Baula
- 2000: L'IJ a la recerca de la iaia perduda, Ed. Alfaguara
- 2000: Diaris de campaments, Ed. Casals
- 2000: L'Intrús, Ed. Cruïlla
- 2001: Embolic al món del no-res, Ed. La Galera
- 2002: La serpent de plomes, Ed. Cruïlla
- 2002: La tieta Adela a Nova York, Ed. Baula
- 2002: A carn, a carn!, Ed. La Galera
- 2003: La Pipa ha perdut la son, Ed. Cruïlla
- 2004: L'últim refugi, Ed. Alfaguara
- 2005: Això no mola, Escarola!, Ed. Barcanova
- 2005: Curs per a joves detectius, Ed. La Galera
- 2005: Curs per a joves genets de dracs, Ed. La Galera
- 2005: Manhattan, Ed. Baula
- 2006: Curs per a joves patges reials, Ed. La Galera
- 2006: Misteri al carrer de les Glicines, Ed. Bambú
- 2006: La tieta Adela a Sevilla, Ed. Baula
- 2006: Curs per a joves fades bones, Ed. La Galera
- 2006: Una nit de reis boja, Ed. La Galera
- 2007: Quina família!, Ed. La Galera
- 2008: Postals en sèpia, Ed. Planeta
- 2009: Paraules figurades, Ed. Barcanova. Col. “Mots Vius”
- 2009: Els secrets de la vida, Ara Editorial
- 2010: La bruixeta Encantada i l'escombra Primmirada, Ed. Alfaguara
- 2010: Sant Jordi i el drac, Ed. Barcanova, Col. El Petit Univers
- 2010: Heka, un viatge màgic a Egipte. Ed. Bambú
- 2010: La colla de les mofetes, Ed. Barcanova
- 2011: Raidho, Ed. Bambú
- 2011: La tieta Adela a Venècia, Ed. Baula
- 2011: Lulú Pecas: Un secreto secretísimo, Ed. Medialive
- 2011: Lulú Pecas: Aventura en el colegio, Ed. Medialive
- 2011: Lulú Pecas: Lulú y su superequipo, Ed. Medialive
- 2011: Lulú Pecas: Un cumpleaños muy molón, Ed. Medialive
- 2012: Lulú se pone estupenda, Ed. Medialive
- 2012. Koknom, Ed. Bambú
- 2014: Els desastrosos encanteris de la bruixa Serafina, Ed. Bambú
- 2014: Abril és nom de Primavera, Ed. Animallibres
- 2014: Felipe Qué Flipe y el Supermóvil, Ed. RBA
- 2014: Felipe qué Flipe en tierra de dinosaurios, Ed. RBA
- 2014: Black soul, Ed. Bambú
- 2016: La filla de l'argenter, Ed. Animallibres

### Literatura crossover
- 2012: El perfum de les llimones, Món Abacus
- 2013: Sota el mateix cel, Ed. Columna
- 2014: Nebbia, Ed. Bromera
- 2020: La marca del lleó, Ed Fanbooks (amb Glòria Sabaté).

### Novel·la
- 2012: Sota el mateix cel, Ed. Columna
- 2014: La noia de la biblioteca, Ed. Columna
- 2016: Somnis a mida, Ed. Columna.
- 2017: La pintora del barret de palla, Ed. Edafós[13]
- 2017: L'aroma del temps, Rosa dels Vents
- 2020: Tota una vida per recordar, Ed. Columna
- 2022: La vida secreta de la Sylvia Nolan, Ed. Columna
- 2025: Benvolguda senyora Christie, Ed. Columna

### Traduccions
- 2009: Ferotge, el Cavernícola, Ed. La Galera (traducció del francès)
- 2011: Dani Bocafoc (1 i 2), Ed. La Galera (traducció del castellà)
- 2012: Vordak, L'Ultramalvat, Ed. La Galera (traducció del castellà)
- 2012: L'inspector Gadget, Ed. La Galera
- 2012: Johnny Test, Ed. La Galera

### Adaptacions
Per a l'editorial Castellnou en el seu projecte de Lectura Fàcil, ha adaptat els següents títols:
- El llibre de la Selva
- Dràcula
- El gos dels Baskerville